# Daniel Abt
Daniel Johannes Abt (Kempten, 3 dicembre 1992) è un ex pilota automobilistico tedesco.
Ha partecipato in diverse serie, tra cui la GP2. Nel 2009 ha vinto la ADAC Formula Masters, e ha corso in Formula E con il team Audi Sport ABT dal 2014 al 2020, quando venne licenziato dopo essersi fatto sostituire durante una tappa del Formula E Race at Home Challenge.

## Carriera

### ADAC Formula Masters
Nel 2008, Abt passò alle monoposto e partecipò alla ADAC Formula Masters nel team di suo padre, l'Abt Sportsline. Partì dalla pole position quattro volte e vantò un terzo e un secondo posto come migliori risultati. Concludendo la stagione all'8º posto in classifica, fu battuto dal suo compagno Markus Pommer, che finì 5º e ottenendo una vittoria. Nel 2009, Abt partecipò alla sua seconda stagione sempre per la Abt Sportsline con otto vittorie vinse il titolo davanti a Klaus Bachler. Ottenne sette pole position e un totale di dieci piazzamenti a podio. Con 224 punti contro 90 prevalse nel duello interno contro il compagno René Binder.

### Formula 3 tedesca
Dopo aver corso in Formula 3 tedesca come ospite della Performance Racing nel 2009, passò a questa serie nel 2010 unendosi al team campione in carica Van Amersfoort Racing. Nel 2010, divenne anche membro del programma di giovani talenti della Volkswagen. Durante la stagione, Abt prevalse sui suoi compagni Stef Dusseldorp e Willi Stendl ed ebbe la possibilità di vincere il titolo di campione sino all'ultimo week-end di gara. Alla fine, dovette arrendersi al francese Tom Dillmann con 112 punti contro i 120 del rivale. Dopo la stagione, partecipò con la Signature al prestigioso Gran Premio di Macao. Abt era al comando della gara davanti al compagno Edoardo Mortara e a Laurens Vanthoor, ma perse il controllo del suo veicolo e si ritirò dopo un incidente.

### Formula 3 Euro Series
Nel 2011, Abt passò alla Formula 3 Euro Series di nuovo con la Signature, finendo la stagione 7º dopo aver conquistato quattro terzi posti come migliori risultati. In squadra, fu battuto da Marco Wittmann e Vanthoor, che raggiunsero il 2º e il 6º posto. Davanti a Carlos Muñoz, che finì in ottava posizione in classifica, Abt fu il terzo pilota meglio piazzato del suo team. Inoltre, fu inserito come concorrente del Trofeo Internazionale di Formula 3 nel 2011, dove raggiunse il 4º posto. Alla fine dell'anno provò un'Audi in DTM.

### GP3 Series
Dopo aver ottenuto il tempo più veloce in diverse occasioni nei test GP3 per la Lotus ART alla fine del 2011, il team che ebbe il pilota vincitore e il secondo classificato nell'anno precedente gli offrì un abitacolo per la GP3 Series 2012. Nella stagione raccolse sette podi, di cui due vittorie, e si piazzò al secondo posto in classifica con 149,5 punti.

### GP2 Series
Il 19 dicembre 2012 Daniel Abt viene promosso dal suo team ART Grand Prix nella categoria GP2 Series per il 2013, dove corre con James Calado quale compagno di squadra. Totalizza 11 punti, posizionandosi 22º nella classifica finale.
Nella successiva stagione 2014 passa alla Hilmer Motorsport, e riesce a conquistare 27 punti in totale.

### Formula E

#### 2014-2015

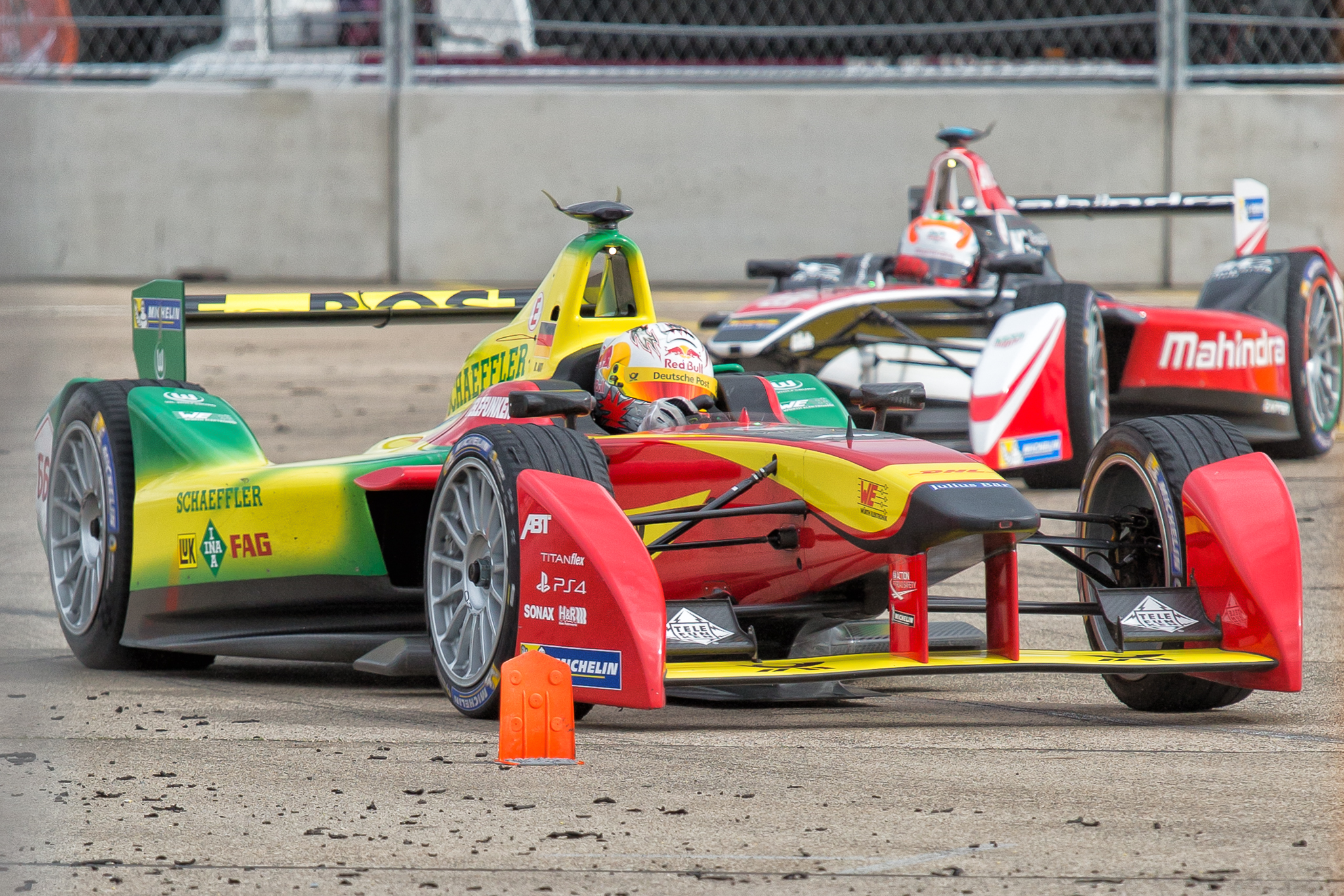
Abt a Berlino nel 2015.

Nel 2014 viene ingaggiato dal team Audi Sport ABT La prima stagione si rivela però deludente. Il tedesco, affiancato da Lucas Di Grassi non si dimostra all'altezza del suo compagno nel rendimento in gara e, nonostante ottenga l'unica pole position del team a Long Beach ottiene soltanto 32 punti e un 3 posto a Miami come miglior risultato.

#### 2015-2016
Venendo confermato anche per la seconda stagione il tedesco mette in mostra una notevole crescita, ottenendo 3 podi (un terzo posto a Long Beach e due secondi posti) e 68 punti, dimostrandosi un ottimo gregario per il compagno di squadra in lotta per il titolo. Questi buoni risultati gli valgono la conferma anche per la 3ª stagione del campionato full electric.

#### 2016-2017
Nella terza stagione della categoria prosegue con il team e conquista 67 punti senza però mai andare a podio.

#### 2017-2018

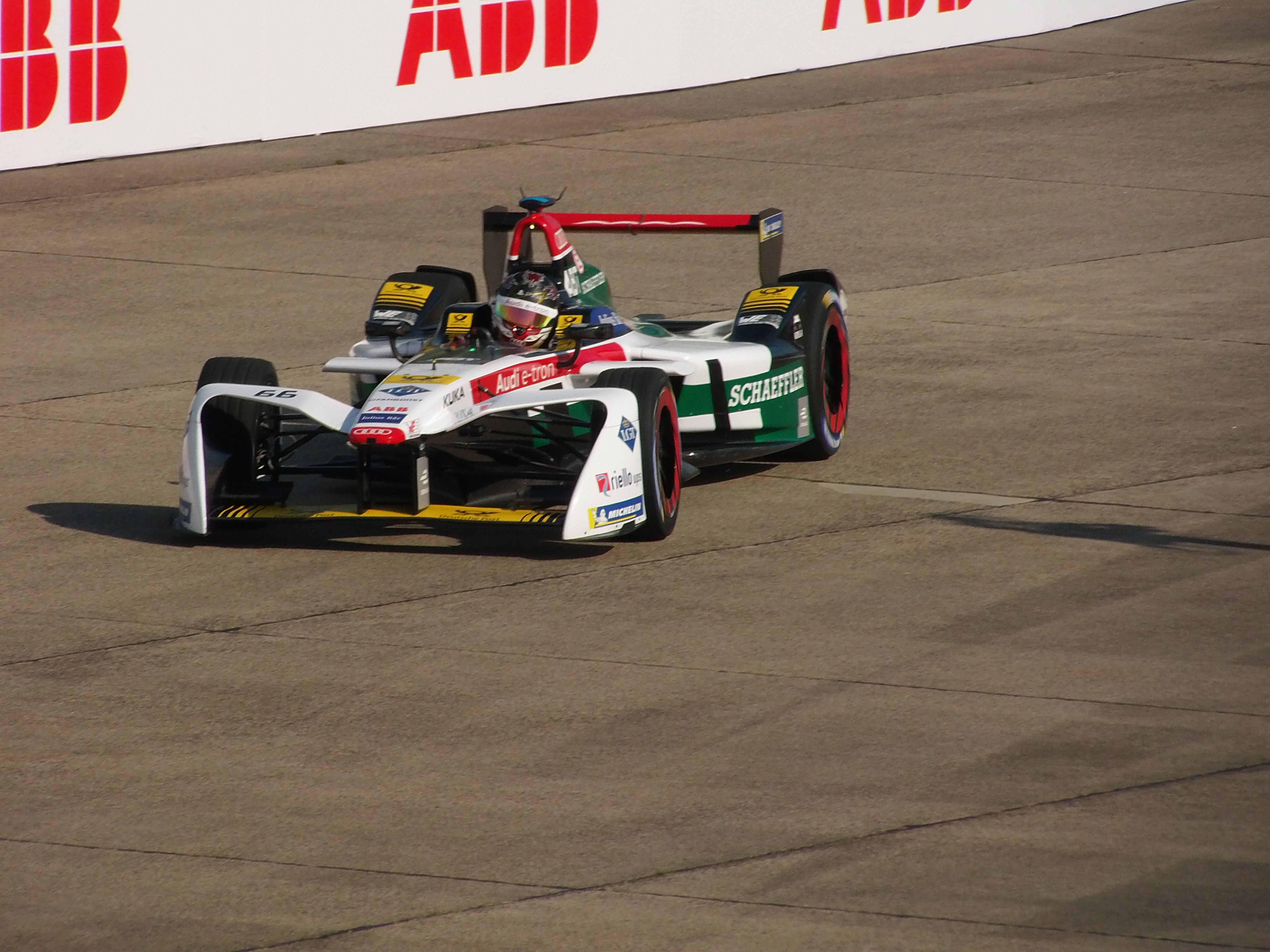
Abt all'E-prix di Berlino

Anche per la quarta stagione viene confermato dal team Audi Sport ABT. A Città del Messico ottiene il suo primo successo nella categoria. Durante la stagione ottiene un altro successo all'E-Prix di Berlino, e termina la stagione al quinto posto in classifica, dopo un doppio podio nelle gare di New York.

#### 2018-2019
Abt viene confermato dal team anche nella stagione 2018-2019, quinta stagione della categoria. Durante la stagione Abt non riesce a conquistare nessuna vittoria ma invece riesce a guadagnare due terzi posti all'E-Prix di Santiago 2019 e a quello di Parigi, concludendo la stagione in settima posizione.

#### 2019-2020
Viene confermato pilota per la scuderia Audi Sport ABT Schaeffler per la stagione 2019-2020 e prima dell'interruzione del campionato a causa della pandemia di COVID-19, era 17º con 8 punti.
Durante l'evento di gare virtuali "Race at Home Challenge" nel maggio 2020, viene scoperto ad utilizzare un pilota virtuale professionista al suo posto; la scorrettezza gli costa la squalifica e una multa di 10000 €. Audi lo ha inizialmente sospeso e poi ufficialmente licenziato. In seguito firma un contratto con la NIO Formula E Team per competere nelle rimanenti gare della stagione, sostituendo Ma Qinghua, bloccato in Cina per la pandemia di coronavirus.

## Riconoscimenti
Dal 2008 al 2010, Abt fu candidato nella Deutsche Post Speed Academy. Dopo aver vinto nel 2009 e nel 2010, divenne il "Talento tedesco dell'anno nei motorsport".

## Risultati

### Riassunto della carriera
| Stagione | Campionato                         | Squadra               | Gare | Vittorie | Pole | Giri Veloci | Podi | Punti | Pos  |
| -------- | ---------------------------------- | --------------------- | ---- | -------- | ---- | ----------- | ---- | ----- | ---- |
| 2008     | ADAC Formula Masters               | Team Abt Sportsline   | 16   | 0        | 1    | 1           | 3    | 91    | 8º   |
| 2009     | ADAC Formula Masters               | Team Abt Sportsline   | 16   | 8        | 7    | 3           | 10   | 224   | 1º   |
| 2009     | F3 tedesca                         | Performance Racing    | 2    | 0        | 0    | 0           | 0    | 0     | N.C. |
| 2010     | F3 tedesca                         | Van Amersfoort Racing | 18   | 2        | 6    | 5           | 10   | 112   | 2º   |
| 2010     | Gran Premio di Macao               | Signature Team        | 1    | 0        | 0    | 0           | 0    | 0     | N.C. |
| 2011     | Formula 3 Euro Series              | Signature             | 27   | 0        | 0    | 1           | 4    | 150   | 7º   |
| 2011     | Gran Premio di Macao               | Signature             | 1    | 0        | 0    | 0           | 0    | 0     | N.C. |
| 2011     | Masters di Formula 3               | Signature             | 1    | 0        | 0    | 0           | 0    | 0     | 6º   |
| 2011     | FIA Formula 3 International Trophy | Signature             | 8    | 0        | 0    | 0           | 0    | 44    | 4º   |
| 2012     | GP3 Series                         | Lotus GP              | 16   | 2        | 1    | 0           | 7    | 149,5 | 2º   |
| 2012     | Formula Renault 3.5 Series         | Tech 1 Racing         | 6    | 0        | 0    | 0           | 0    | 0     | 34º  |
| 2012     | F3 tedesca                         | Van Amersfoort Racing | 3    | 0        | 0    | 0           | 1    | 18    | 14º  |
| 2012     | Gran Premio di Macao               | Carlin                | 1    | 0        | 0    | 0           | 0    | 0     | 12º  |
| 2013     | GP2 Series                         | ART Grand Prix        | 22   | 0        | 0    | 0           | 0    | 11    | 22º  |
| 2014     | GP2 Series                         | Hilmer Motorsport     | 20   | 0        | 0    | 0           | 0    | 27    | 16º  |
| 2014–15  | Formula E                          | ABT                   | 11   | 0        | 1    | 1           | 1    | 32    | 11º  |
| 2015     | Campionato del Mondo Endurance FIA | Rebellion Racing      | 4    | 0        | 0    | 0           | 0    | 2     | 28º  |
| 2015     | 24 Ore di Le Mans                  | Rebellion Racing      | 1    | 0        | 0    | 0           | 0    | N.A.  | 18º  |
| 2015–16  | Formula E                          | ABT                   | 10   | 0        | 0    | 0           | 3    | 68    | 7º   |
| 2016     | ADAC GT Masters                    | Bentley Team ABT      | 13   | 0        | 1    | 0           | 1    | 45    | 19º  |
| 2016     | 24H Series                         | C. Abt Racing         | 1    | 0        | 0    | 0           | 0    | 0     | N.C. |
| 2016–17  | Formula E                          | ABT                   | 12   | 0        | 0    | 1           | 0    | 67    | 8º   |
| 2017–18  | Formula E                          | Audi Sport ABT        | 12   | 2        | 1    | 5           | 4    | 120   | 5º   |
| 2018–19  | Formula E                          | Audi Sport ABT        | 13   | 0        | 0    | 3           | 2    | 95    | 7º   |
| 2019-20  | Formula E                          | Audi Sport ABT        | 3    | 0        | 0    | 0           | 0    | 8     |      |

### Risultati in Formula 3 Euro Series
| Rit | 11 | 9 | 4 | 7 | 6 | Rit | 8 | 5 | 6 | 3 | 4 | 10 | 10 | 3 | 12 | 7 | 7 | 5 | 5 | 5 | 10 | 10 | 7 | 5 | 3 | 6 |

| Legenda | 1º posto                | 2º posto        | 3º posto            | A punti      | Senza punti | Grassetto=Pole position · Corsivo=Giro più veloce Il corsivo e grassetto indica la pole position e il giro veloce in gara. |
| Legenda | Solo prove/Terzo pilota | Non qualificato | Ritirato/Non class. | Squalificato | Non partito | Grassetto=Pole position · Corsivo=Giro più veloce Il corsivo e grassetto indica la pole position e il giro veloce in gara. |

### Risultati in GP3 Series
| Anno | Team     | 1          | 2         | 3         | 4         | 5         | 6         | 7         | 8           | 9         | 10        | 11        | 12         | 13        | 14        | 15        | 16        | Punti | Pos. |
| ---- | -------- | ---------- | --------- | --------- | --------- | --------- | --------- | --------- | ----------- | --------- | --------- | --------- | ---------- | --------- | --------- | --------- | --------- | ----- | ---- |
| 2012 | Lotus GP | ESP FEA 13 | ESP SPR 6 | MON FEA 6 | MON SPR 3 | VAL FEA 6 | VAL SPR 2 | GBR FEA 4 | GBR SPR Ret | GER FEA 7 | GER SPR 2 | HUN FEA 2 | HUN SPR 11 | BEL FEA 1 | BEL SPR 5 | ITA FEA 1 | ITA SPR 2 | 149,5 | 2º   |

| Legenda | 1º posto                | 2º posto        | 3º posto            | A punti      | Senza punti | Grassetto=Pole position · Corsivo=Giro più veloce Il corsivo e grassetto indica la pole position e il giro veloce in gara. |
| Legenda | Solo prove/Terzo pilota | Non qualificato | Ritirato/Non class. | Squalificato | Non partito | Grassetto=Pole position · Corsivo=Giro più veloce Il corsivo e grassetto indica la pole position e il giro veloce in gara. |

### Risultati in GP2 Series
| Stagione | Team              | 1           | 2          | 3           | 4          | 5           | 6          | 7          | 8          | 9          | 10          | 11         | 12         | 13         | 14         | 15         | 16         | 17          | 18         | 19          | 20         | 21        | 22        | Punti | Pos. |
| -------- | ----------------- | ----------- | ---------- | ----------- | ---------- | ----------- | ---------- | ---------- | ---------- | ---------- | ----------- | ---------- | ---------- | ---------- | ---------- | ---------- | ---------- | ----------- | ---------- | ----------- | ---------- | --------- | --------- | ----- | ---- |
| 2013     | ART Grand Prix    | MYS FEA Rit | MYS SPR 16 | BHR FEA 14  | BHR SPR 7  | ESP FEA 11  | ESP SPR 8  | MON FEA 16 | MON SPR 22 | GBR FEA 15 | GBR SPR Rit | GER FEA 21 | GER SPR 18 | HUN FEA 24 | HUN SPR 14 | BEL FEA 16 | BEL SPR 16 | ITA FEA 17  | ITA SPR 22 | SGP FEA 13  | SGP SPR SQ | ABU FEA 9 | ABU SPR 5 | 11    | 22º  |
| 2014     | Hilmer Motorsport | BHR FEA 13  | BHR SPR 13 | CAT FEA Rit | CAT SPR 12 | MON FEA Rit | MON SPR 17 | RBR FEA 17 | RBR SPR 23 | SIL FEA 10 | SIL SPR 11  | HOC FEA 20 | HOC SPR 15 | HUN FEA 5  | HUN SPR 5  | SPA FEA 8  | SPA SPR 5  | MNZ FEA Rit | MNZ SPR 10 | SOC FEA Rit | SOC SPR 13 | YMC FEA   | YMC SPR   | 27    | 16º  |

| Legenda | 1º posto                | 2º posto        | 3º posto            | A punti      | Senza punti | Grassetto=Pole position · Corsivo=Giro più veloce Il corsivo e grassetto indica la pole position e il giro veloce in gara. |
| Legenda | Solo prove/Terzo pilota | Non qualificato | Ritirato/Non class. | Squalificato | Non partito | Grassetto=Pole position · Corsivo=Giro più veloce Il corsivo e grassetto indica la pole position e il giro veloce in gara. |

### Risultati in Formula Renault 3.5 Series
| Anno | Team          | 1     | 2     | 3     | 4     | 5     | 6     | 7     | 8     | 9     | 10    | 11    | 12       | 13       | 14        | 15       | 16       | 17        | Punti | Pos. |
| ---- | ------------- | ----- | ----- | ----- | ----- | ----- | ----- | ----- | ----- | ----- | ----- | ----- | -------- | -------- | --------- | -------- | -------- | --------- | ----- | ---- |
| 2012 | Tech 1 Racing | ALC 1 | ALC 2 | MON 1 | SPA 1 | SPA 2 | NÜR 1 | NÜR 2 | MOS 1 | MOS 2 | SIL 1 | SIL 2 | HUN 1 18 | HUN 2 24 | LEC 1 Rit | LEC 2 18 | CAT 1 16 | CAT 2 Rit | 0     | 34º  |

| Legenda | 1º posto                | 2º posto        | 3º posto            | A punti      | Senza punti | Grassetto=Pole position · Corsivo=Giro più veloce Il corsivo e grassetto indica la pole position e il giro veloce in gara. |
| Legenda | Solo prove/Terzo pilota | Non qualificato | Ritirato/Non class. | Squalificato | Non partito | Grassetto=Pole position · Corsivo=Giro più veloce Il corsivo e grassetto indica la pole position e il giro veloce in gara. |

### Risultati in Formula E
| Stagione | Squadra                        | Vettura                              | 1       | 2      | 3       | 4       | 5      | 6       | 7       | 8       | 9       | 10      | 11     | 12    | 13    | Punti | Pos |
| -------- | ------------------------------ | ------------------------------------ | ------- | ------ | ------- | ------- | ------ | ------- | ------- | ------- | ------- | ------- | ------ | ----- | ----- | ----- | --- |
| 2014-15  | ABT                            | Spark-Renault SRT_01E                | PEC 10  | PUT 10 | PDE 15  | BNA 14  | MIA 3  | LBH 15  | MON Rit | GER 14  | MOS 5   | LON Rit | LON 11 |       |       | 32    | 11º |
| 2015-16  | ABT                            | Spark-ABT Schaeffler FE01            | PEC 11  | PUT 7  | PDE 8   | BNA 13  | MEX 7  | LHB 3   | PAR 10  | BER 2   | LON Rit | LON 2   |        |       |       | 68    | 7º  |
| 2016-17  | ABT                            | Spark-ABT Schaeffler FE02            | HKG Rit | MAR 6  | BNA 7   | MEX 7   | MON 7  | PAR 13  | BER 9   | BER 4   | NYC 14  | NYC Rit | MTR 4  | MTR 6 |       | 67    | 8º  |
| 2017-18  | Audi Sport ABT                 | Spark-e-tron FE04                    | HKG 5   | HKG SQ | MAR 10  | SAN Rit | MEX 1  | PDE 14  | ROM 4   | PAR 7   | BER 1   | ZUR 13  | NYC 2  | NYC 3 |       | 120   | 5º  |
| 2018-19  | Audi Sport ABT                 | e-tron FE05                          | DIR 8   | MAR 10 | SAN 3   | MEX 10  | HKG 4  | SAY 5   | ROM 18  | PAR 3   | MON 15  | BER 6   | BRN 6  | NYC 6 | NYC 5 | 95    | 7º  |
| 2019-20  | Audi Sport ABT NIO 333 FE Team | Spark-Audi e-tron FE06 Spark-NIO 005 | DIR Rit | DIR 6  | SAN 14* | MEX Rit | MAR 14 | BER 18* | BER 16* | BER 15* | BER 18* | BER NC* | BER 20 |       |       | 8     |     |

| Legenda | 1º posto                | 2º posto        | 3º posto            | A punti      | Senza punti | Grassetto=Pole position Corsivo=Giro più veloce |
| Legenda | Solo prove/Terzo pilota | Non qualificato | Ritirato/Non class. | Squalificato | Non partito | Grassetto=Pole position Corsivo=Giro più veloce |

- G: Pilota col giro più veloce nel gruppo di qualifica.
- *: Fanboost